# 大佩德羅岡
大佩德羅岡（葡萄牙語：Pedrógão Grande），是葡萄牙的城鎮，位於該國中部，由萊里亞區負責管轄，始建於1206年，面積128.75平方公里，2011年人口3,915，人口密度每平方公里30.41人。
2017年葡萄牙森林大火時為主要發生區域，造成64人喪生，250人受傷，40村莊受影響。

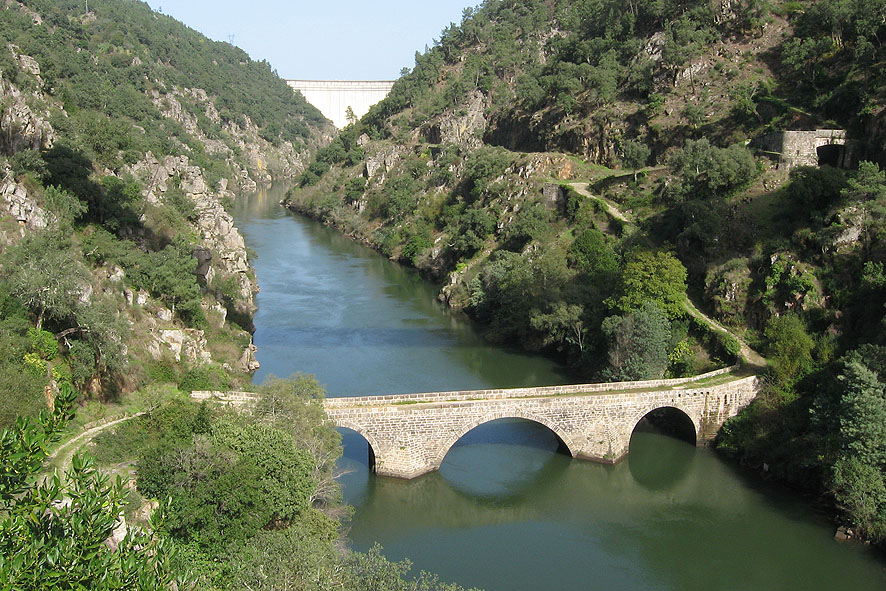

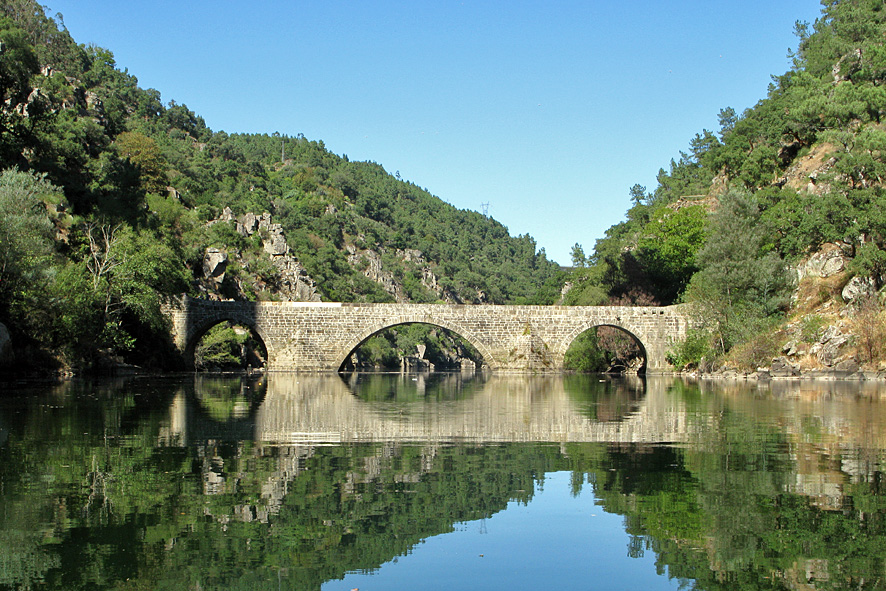

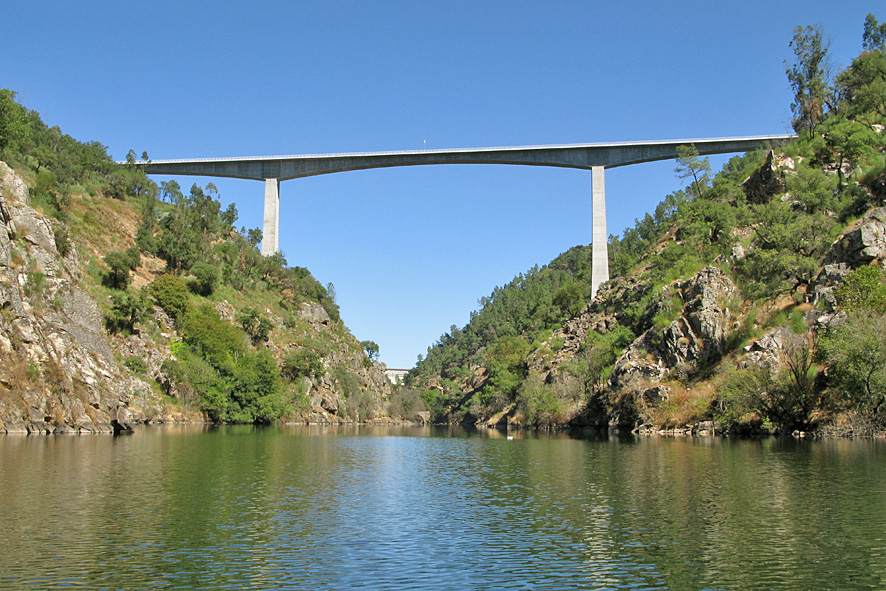

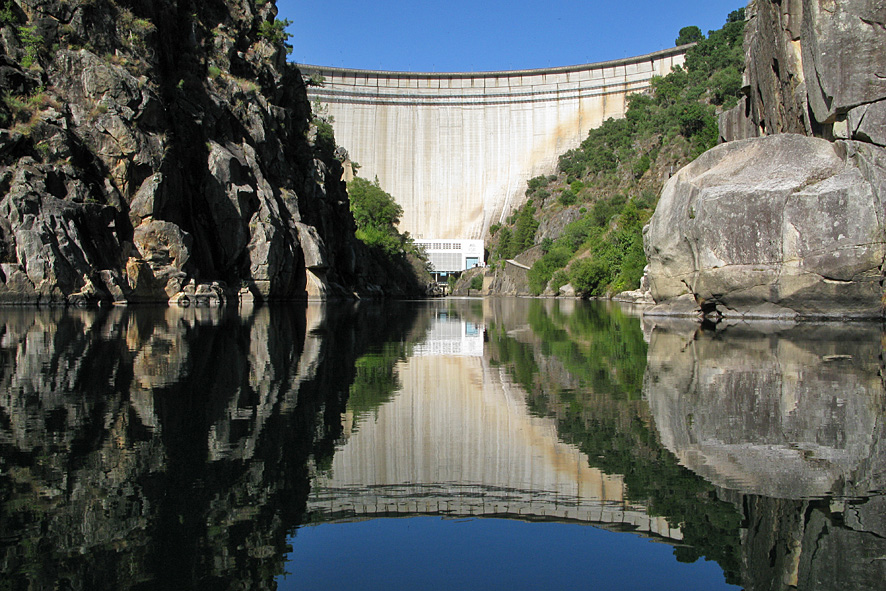

39°55′N 8°8′W / 39.917°N 8.133°W